# Van Zee
Sebastião Van Zee Sales Caldeira, conhecido artisticamente como Van Zee (19 de abril de 2002, Funchal, ilha da Madeira), é um cantor, compositor e produtor português que se tem destacado na cena musical com uma sonoridade única e emocionalmente carregada. Desde o início da sua carreira, em 2018, Van Zee tem conquistado uma base de fãs crescente, com sucessos em plataformas digitais como o Spotify e rádio, além de uma crescente presença ao vivo. Devido ao seu crescimento significativo, foi eleito a Figura do Ano em 2024 na área da Cultura pelo JM Madeira.

## Biografia

#### Início da Carreira
Van Zee iniciou a sua carreira musical aos 15 anos, depois de assistir a um concerto do cantor Richie Campbell na Madeira. A partir desse momento, começou a compor e a atuar em várias apresentações ao vivo, o que lhe permitiu ganhar visibilidade e reconhecimento. O nome artístico "Van Zee" foi inspirado no neerlandês, onde significa "do mar", refletindo a ligação do cantor às suas raízes e à sua identidade.

#### Lançamento de Músicas e Álbuns
Em 2020, Van Zee lançou o single "Tempo", com produção de Nort, que rapidamente se tornou popular nas plataformas de streaming, alcançando o primeiro lugar no Top 200 do Spotify em Portugal. No lançamento de "Tempo", a música atingiu um feito impressionante ao alcançar 77.777 streams em apenas sete dias, um marco interpretado como um sinal de esperança e quase sobrenatural, refletindo o momento de transformação que Van Zee vivia na sua carreira. No mesmo ano, mudou-se para Amesterdão, e depois retornou a Portugal, fixando-se em Lisboa.
Em 2021, Van Zee lançou o seu primeiro álbum, Aporia. Apesar de ser o seu álbum de estreia, Aporia não atingiu os números esperados pelo cantor, sendo superada em popularidade pela música "Tempo", que teve um desempenho muito mais expressivo. Van Zee reconheceu que Aporia não teve a resposta esperada, mas a experiência de lançar o álbum foi crucial para o seu crescimento como artista.

#### Ascensão e Colaborações
O ponto de viragem na carreira de Van Zee ocorreu em 2022, quando realizou o seu primeiro grande espetáculo ao vivo no Summer Opening 2022, na sua cidade natal, Funchal. O evento atraiu um público considerável e foi um marco importante na sua carreira. A partir daí, Van Zee participou em uma colaboração com o guitarrista FRANKIEONTHEGUITAR e Diogo Piçarra, resultando na música "Underwater".
Em 2023, Van Zee teve um grande impacto no cenário musical português, lançando singles como "Alma Nua", que rapidamente conquistou o primeiro lugar no top de rádios nacionais, como a Mega Hits. Outro single, "Para Casa", chegou rapidamente ao Top 50 do Hits Portugal no Spotify. Após este rápido crescimento, Van Zee atuou num dos palcos secundários do Sol da Caparica 2023, tendo um grande público e sendo um dos concertos mais memoráveis do cantor.

#### Do.Mar(2023)
Em dezembro de 2023, Van Zee lançou o seu segundo álbum, do.mar. Este álbum conta com a participação de vários artistas de renome, como Diogo Piçarra, Carolina Deslandes, Ivandro, Julinho KSD e FRANKIEONTHEGUITAR. O álbum foi bem recebido pela crítica e pelo público, destacando-se nas plataformas de streaming e reforçando a posição de Van Zee como uma das principais figuras da música portuguesa naquele ano.

#### Reconhecimento e Popularidade
Em 2023, Van Zee atingiu a marca de mais de meio milhão de ouvintes mensais no Spotify, consolidando-se como um dos artistas mais ouvidos de Portugal. A sua música "Tempo", que já tinha estado em alta no início da sua carreira, voltou a explodir e alcançar grande popularidade, levando-o novamente ao topo das listas das plataformas de streaming por um longo período. O estilo musical de Van Zee mistura influências do R&B, soul, pop e música eletrónica, permitindo-lhe criar uma sonoridade única e inovadora.

#### 2024: O Ano de Transformação e Reflexão
Em 2024, Van Zee criou e estreou o seu primeiro documentário intitulado "E Se a Maré Subir", uma obra que explora a relação profunda do cantor com o mar e a sua jornada musical. O documentário também aborda o seu primeiro concerto solo no emblemático Capitólio, em Lisboa, uma data histórica que marcou um novo capítulo na sua carreira.
Além disso, em 2024, Van Zee teve a oportunidade de cantar pela primeira vez em um evento exclusivamente seu no Capitólio, marcando um momento de grande realização pessoal e artística. Durante o ano, o cantor fez uma série de concertos memoráveis, amplamente elogiados pela sua energia e pela conexão com o público.

#### ALTA COSTURAcom FRANKIEONTHEGUITAR (2025)[2]
Em dezembro de 2024, Van Zee e FRANKIEONTHEGUITAR lançaram o single "Quem és Tu?", um sample de "Quem és Tu Miúda" da banda portuguesa Os Azeitonas e anunciaram um novo projeto "ALTA COSTURA" onde, a partir de músicas portuguesas já existentes, criavam dez temas a partir de repertório popular da canção portuguesa de várias eras. Outros artistas "sampliados" foram B Fachada, HMB, José Pinhal, Virtus, entre outros.

### Estilo e Influências
Van Zee é conhecido pela sua capacidade de mesclar diferentes géneros musicais, criando uma sonoridade única que tem vindo a conquistar uma base de fãs cada vez mais fiel. O seu estilo é frequentemente descrito como introspectivo e emocional, refletindo as suas experiências pessoais e a sua visão de mundo. Além disso, a sua ligação ao mar, à sua cidade natal, Funchal, e à ilha da Madeira, tem sido uma influência importante na arte do cantor.

## Discografia

### Singles
- 2020 - Tempo
- 2020 - After 8
- 2020 - Bali
- 2021 - Tempestade (colaboração com Sfil, Klosxe)
- 2021 - Cuba
- 2022 - Pull up
- 2022 - Perto
- 2022 - Alma Nua
- 2023 - Senti Tanto
- 2023 - underwater (colaboração com FRANKIEONTHEGUITAR)
- 2023 - Para Casa
- 2023 - Amar De Cor
- 2023 - Chamadas (colaboração com Ivandro)
- 2023 - Laços
- 2023 - International Bizz
- 2023 - À Tua Porta (colaboração com Carolina Deslandes)
- 2024 - Quem És Tu? (colaboração com FRANKIEONTHEGUITAR)

### Álbuns
- Aporia (2021)
- do.mar (2023)
- ALTA COSTURA (2025) em colaboração com FRANKIEONTHEGUITAR)